# Karvinský potok
Der Karvinský potok ist ein linker Nebenfluss der Olsa in Tschechien.

## Verlauf
Der Karvinský potok entspringt nördlich von Horní Suchá im Ostrauer Becken. Auf seinem Lauf nach Norden durchfließt er das Bergbaugebiet durch das alte Karwin (heute Doly), westlich des modernen Zentrums von Karviná. Östlich der Steinkohlenwerke Důl Barbora und Důl Gabriela speist er die Teiche Mokroš und Pilňok. Auf dem nachfolgenden Abschnitt führt der kanalisierte und verröschte Lauf des Baches bei Doly/Karwin durch das Gelände des Steinkohlenwerkes Důl ČSA und wird durch zahlreiche Restlöscher und Klärteiche geleitet. Bei Sovinec wird der Bach von der Staatsstraße I/59 überbrückt. Danach fließt der Karvinský potok vorbei an Špluchov, Doubrava, Kozinec und Oplíží linksseitig parallel zur Olsa. Gegenüber dem Botanischen Garten Kouzlo wird der Bach vor seiner alten Mündung geteilt. Ein Teil seines Wassers fließt hier in die Olsa, der größere Teil wird vorbei an den Siedlungen U Plízdi und Slíny in einem Kanal neben der Olsa bis Koukolná geleitet, wo der Karvinský potok nach 8,3 Kilometern in die Olsa mündet.

## Zuflüsse
- Doubravský potok bzw. Doubravka (l), Špluchov